# 私の青空 (歌)
『私の青空』（わたしのあおぞら、My Blue Heaven）は、作曲：ウォルター・ドナルドソン、作詞：ジョージ・A・ホワイティング（ジョージ・ホワイティングとは別人）のポピュラー・ソングである。

## 概要
この歌は1927年にアメリカで出版され、1928年にクルーナー（低い声で感傷的に歌う歌手）であるジーン・オースティンの歌唱で大ヒットし、26週間に渡りチャートの13位以内にランクインし、500万枚を超える売上を記録した。
この歌はそれ以来スタンダード・ナンバーとなっている。ヒットしたのは1935年のジミー・ランスフォードによる録音と、1957年のファッツ・ドミノによる録音で、後者はビルボード誌のチャートで19位に達した。
1927年12月16日にNHK東京放送局 (JOAK) の番組内でJOAKジャズバンドによる演奏で流れ（器楽曲）、1930年2月21日に青木晴子の独唱によって歌入りで流れた。

## 日本語版
1928年9月、堀内敬三が訳詞した「青空」は、二村定一、天野喜久代の歌唱によりコロムビア(当時はニッポノホン)から発売された。「アラビヤの唄」とカップリングで発売され、20万枚以上を売り上げるヒットとなった。ビクターから発売された二村定一ソロによるバージョンもある。SP盤には戦前の表記『あほ空』とレーベル印刷されている。このため21世紀の今日に至っても、ファンは親しみとユーモアをこめてわざわざ「AHOZORA」と発音する例が少なくない。
他には、榎本健一、高田渡などが唄ったものが有名。榎本健一のモノマネで財津一郎が歌っていることでも有名。
堀内敬三の訳詞は家族の団欒、夕暮れに家路へと着くひとときを唄っている。歌詞の一節、「狭いながらも楽しい我が家」はマイホーム主義のはしりともいわれ、暖かい家庭を表す言葉として、歌を離れても随所で使われている。
榎本健一は、1936年の映画『エノケンの千万長者』の挿入歌としてオリジナル訳詞の「きゅうくつな我が家」を歌った。このバージョンは2003年発売のCD『エノケンのキネマソング』に収録。
また、二村定一歌唱の作品が1970年にロバート・アルトマン監督のアメリカ映画「M★A★S★H マッシュ」の挿入歌に使用された。
1961年、山下敬二郎がLP『しゃれ男』（東芝音楽工業 JPO-1096）でカバー。
1998年、伊武雅刀が桑原茂一プロデュースのアルバム「RADIO HEAVEN」において「私の青空 MY BLUE HEAVEN～CHEEK TO CHEEK」としてカバー。2008年発売のアルバム『伊武のすべて』にて再収録。
2000年、関口和之feat.竹中直人がウクレレ(関口)と口笛(竹中)の演奏でカバーした。アルバム『口笛とウクレレ』に収録。
2008年公開の映画『うた魂♪』劇中には、主人公らが喫茶店で榎本健一の「エノケン芸道一世」に収録されているこの歌を聞き、合唱するという場面がある。
2010年、石川さゆりがカバーした。アルバム『感動の名曲をふたたび』に収録。
2016年、大滝詠一がカバーした。1997年に通称“ナイアガラ・リハビリ・セッション”として録音されていた一番とリフレインをオリジナルの英語詞で二番を堀内敬三が訳詞した日本語詞で歌っている。アルバム『DEBUT AGAIN』の初回限定盤の初回限定ボーナスディスクに収録。CD化に際して『山下達郎のサンデーソングブック』（TOKYO FM）でオンエアーした音源とは異なるミックスが施されている。

## 主なカヴァー
- 二村定一
- エノケン（榎本健一）
- 松島詩子
- 藤山一郎
- 鶴田浩二
- 高田渡
- 原信夫とシャープス・アンド・フラッツ
- 青江三奈
- 小坂一也
- 山下敬二郎
- ペドロ&カプリシャス
- 吉田日出子
- 小坂一也
- 伊東ゆかり
- 大滝詠一
- 関口和之featuring竹中直人
- 夏川りみ
- イルカ
- 由紀さおり、安田祥子
- 石川さゆり
- 錦織健
- 五十嵐はるみ
- 小林桂
- 遊佐未森

My Blue Hevaven
- ジーン・オースチン（Gene Austin）
- グレン・ミラーオーケストラ（Glenn Miller Orchestra）
- ナット・キング・コール（Nat King Cole）
- ドリス・デイ（Doris Day）
- フランク・シナトラ（Frank Sinatra）
- クリフ・リチャード（Cliff Richard）
- ハリー・コニック・ジュニア（Harry Connick,Jr）
- ノラ・ジョーンズ（Norah Jones）
- ジョン・スチーブン（John Stevens）